# Campionato europeo della montagna 2005
Il Campionato europeo della montagna 2005, cinquantacinquesima edizione della manifestazione organizzata dalla Federazione Internazionale dell'Automobile, si svolse dal 24 aprile al 18 settembre 2007 su undici tappe disputatesi in dieci paesi (l'Italia fu l'unica nazione ad ospitare due eventi nella stagione).
Primo trionfo europeo per il pilota italiano Simone Faggioli il quale si aggiudicò la vittoria finale nella Categoria II al volante di un'Osella PA21S motorizzata dal due litri Honda. In Categoria I primeggiò il tedesco Jörg Weidinger su BMW M3 che fece il paio con il titolo conquistato l'anno precedente.

## Calendario prove
| Tappa | Data         | Corsa                                             | Sede                    | Vincitore                            |
| ----- | ------------ | ------------------------------------------------- | ----------------------- | ------------------------------------ |
| 1     | 24 aprile    | Großer Bergpreis von Oesterreich - Rechbergrennen | Tulwitz Austria         | Jaroslav Krajci - Lola T96/50        |
| 2     | 15 maggio    | Subida Internacional al Fito                      | Arriondas Spagna        | Ander Vilariño - Reynard 01L-Mugen   |
| 3     | 22 maggio    | Rampa Internacional Serra da Estrela              | Covilhã Portogallo      | Simone Faggioli - Osella PA21S-Honda |
| 4     | 5 giugno     | ECCE HOMO Sternberk                               | Šternberk Rep. Ceca     | Ander Vilariño - Reynard 01L-Mugen   |
| 5     | 12 giugno    | Trier ADAC Bergrennen                             | Fell Germania           | Ander Vilariño - Reynard 01L-Mugen   |
| 6     | 26 giugno    | 37º Trofeo Valle Camonica                         | Malegno Italia          | Alex Caffi - Lola T99/50-Zytek       |
| 7     | 3 luglio     | 42ª Coppa Bruno Carotti                           | Rieti Italia            | Denny Zardo - Osella PA20S-BMW       |
| 8     | 24 luglio    | Slovakia Matador 2005                             | Pezinok Slovacchia      | Ander Vilariño - Reynard 01L-Mugen   |
| 9     | 7 agosto     | Course de Côte du Mont Dore Chambon sur Lac       | Chambon-sur-Lac Francia | Lionel Regal - Reynard 95D           |
| 10    | 21 agosto    | Course de côte St-Ursanne - Les Rangiers          | Saint-Ursanne Svizzera  | Georg Plasa - BMW 320i V8 Judd       |
| 11    | 18 settembre | Buzetski dani 2005                                | Buzet Croazia           | Simone Faggioli - Osella PA21S-Honda |

## Classifiche

### Categoria I
| Pos | Pilota          | Vettura                    | Austria (bandiera) | Spagna (bandiera) | Portogallo (bandiera) | Rep. Ceca (bandiera) | Germania (bandiera) | Italia (bandiera) | Italia (bandiera) | Slovacchia (bandiera) | Francia (bandiera) | Svizzera (bandiera) | Croazia (bandiera) | Pts   |
| --- | --------------- | -------------------------- | ------------------ | ----------------- | --------------------- | -------------------- | ------------------- | ----------------- | ----------------- | --------------------- | ------------------ | ------------------- | ------------------ | ----- |
| 1   | Jörg Weidinger  | BMW M3 E36                 | 20                 | 20                | 0                     | 20                   | 20                  | 8.8               | 20                | 20                    | 20                 | 0                   | 20                 | 168.8 |
| 2   | Petr Vojacek    | BMW 320i                   | 20                 | 20                | 20                    | 8                    | 20                  | 0                 | 0                 | 15                    | 15                 | 15                  | 20                 | 153   |
| 3   | Jaromir Maly    | Ford Escort RS2000 Kit-Car | 20                 | 15                | 20                    | 20                   | 15                  | 0                 | 20                | 0                     | 10                 | 12                  | 15                 | 147   |
| 4   | Vladimir Doubek | Ford Escort RS2000         | 12                 | 15                | 15                    | 6                    | 0                   | 7.5               | 0                 | 20                    | 20                 | 20                  | 15                 | 130.5 |
| 5   | Peter Jurena    | Mitsubishi Lancer Evo VII  | 12                 | 15                | 20                    | 0                    | 15                  | 4                 | 0                 | 15                    | 15                 | 15                  | 15                 | 126   |
| 6   | Dan Michl       | Škoda Octavia Kit-Car      | 15                 | 0                 | 0                     | 15                   | 20                  | 7.5               | 12                | 20                    | 0                  | 8                   | 20                 | 117.5 |
| 7   | Martin Jerman   | Opel Astra OPC             | 15                 | 12                | 12                    | 10                   | 15                  | 0                 | 10                | 0                     | 12                 | 12                  | 10                 | 108   |
| 8   | Jiri Voves      | Subaru Impreza WRX STi     | 10                 | 12                | 15                    | 15                   | 12                  | 0                 | 10                | 4                     | 12                 | 10                  | 0                  | 100   |
| 9   | David Losmann   | Subaru Impreza WRX STi     | 8                  | 0                 | 0                     | 8                    | 10                  | 0.5               | 0                 | 8                     | 8                  | 12                  | 10                 | 64.5  |
| 10  | Lukas Vojacek   | Opel Astra OPC             | 10                 | 0                 | 0                     | 20                   | 12                  | 5                 | 6                 | 8                     | 0                  | 0                   | 0                  | 61    |

### Categoria II
| Pos | Pilota           | Vettura            | Austria (bandiera) | Spagna (bandiera) | Portogallo (bandiera) | Rep. Ceca (bandiera) | Germania (bandiera) | Italia (bandiera) | Italia (bandiera) | Slovacchia (bandiera) | Francia (bandiera) | Svizzera (bandiera) | Croazia (bandiera) | Pts |
| --- | ---------------- | ------------------ | ------------------ | ----------------- | --------------------- | -------------------- | ------------------- | ----------------- | ----------------- | --------------------- | ------------------ | ------------------- | ------------------ | --- |
| 1   | Simone Faggioli  | Osella PA21S-Honda | 20                 | 0                 | 20                    | 20                   | 20                  | 10                | 0                 | 0                     | 12                 | 20                  | 20                 | 142 |
| 2   | Giulio Regosa    | Osella PA20S-BMW   | 0                  | 20                | 12                    | 15                   | 15                  | 4                 | 0                 | 20                    | 15                 | 15                  | 15                 | 131 |
| 3   | Christian Merli  | Osella PA20S-BMW   | 8                  | 15                | 6                     | 12                   | 12                  | 0                 | 10                | 15                    | 10                 | 12                  | 0                  | 100 |
| 4   | Fausto Bormolini | Osella PA20S-BMW   | 15                 | 12                | 10                    | 0                    | 10                  | 0                 | 12                | 10                    | 6                  | 0                   | 12                 | 87  |
| 5   | Otakar Kramsky   | Osella PA20S BMW   | 12                 | 10                | 15                    | 10                   | 0                   | 1                 | 0                 | 12                    | 8                  | 10                  | 8                  | 86  |
| 6   | Adriano Zerla    | Osella PA21S-Honda | 3                  | 0                 | 8                     | 8                    | 8                   | 2                 | 1                 | 0                     | 0                  | 0                   | 10                 | 40  |